# Rosslyn Park Football Club
Il Rosslyn Park Football Club è un club inglese di rugby a 15 con sede in Londra: si trova nel quartiere di Roehampton, nel distretto sudoccidentale di Wandsworth.
Fondato nel 1879, milita in National League 1, dopo avere avuto un breve passato anche in Prima Divisione poco prima dell'avvento dell'era professionistica.
Si tratta del primo club inglese ad avere disputato un incontro di rugby fuori dal Regno Unito.
Nel club hanno militato in passato giocatori di rilievo nella storia del rugby inglese come Aleksandr Obolenskij e Andy Ripley.
I suoi colori sociali sono il bianco e il rosso, e l'impianto degli incontri interni è il Priory Lane, che è anche la sede sociale del club; come impianto alternativo il Rosslyn Park utilizza una struttura apposita presente all'interno del parco reale londinese di Richmond.

## Storia
Il club nacque nel 1879 per iniziativa di un gruppo di giovani giocatori di cricket desiderosi di dare vita a un'iniziativa associativa per continuare a frequentarsi anche nei mesi invernali.
Il nome, Rosslyn Park, proviene da quello della proprietà nella quale sorgeva il campo di cricket su cui i giovani giocarono le loro prime partite.
Nei primissimi anni di vita il club disputò i suoi incontri su un terreno nelle immediate vicinanze della stazione di Hampstead Heath, e i soci affittarono permanentemente per 5 sterline al mese una stanza di un pub nei paraggi da adibire a spogliatoio.
Quando l'area fu interessata dalla costruzione di una linea tramviaria nel 1880 il club cambiò locazione e si spostò a Fleet Road, circa un chilometro e mezzo distante dal vecchio impianto; per i successivi cinque anni quello fu il campo da gioco, finché nel 1885, e fino al 1894, la squadra divise il campo con un club di cricket del West Middlesex; anche la successiva sede, a Richmond, fu in condominio con una squadra di cricket, almeno nei primi anni; successivamente il Rosslyn Park detenne la sede in solitaria fino al 1956, quando il terreno di gioco, che è anche quello attuale, fu individuato nel quartiere di Roehampton.

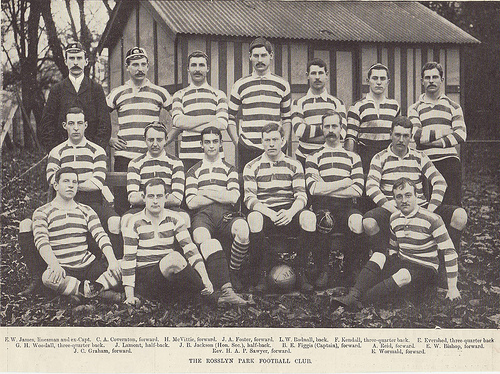
La squadra nel 1892

Gli avversari dei primi anni furono sia altre squadre londinesi (London Scottish, Harlequins, Blackheath) che gli universitari di Oxford; nel 1892 il Rosslyn Park fu il primo club inglese a disputare un incontro sul continente, contro lo Stade français a Parigi, su iniziativa di Pierre de Coubertin, propugnatore della diffusione della disciplina in Francia.
Nel 1912 effettuò invece un tour in Mitteleuropa, disputando incontri a Praga, Vienna e Budapest, i primi mai giocati nell'impero austroungarico.
Tra le due guerre il club istituì una sezione di rugby a 7 (1939) e un torneo relativo, riservato agli studenti delle scuole superiori.
Nel 1951 una selezione femminile vinse il torneo di categoria a Melrose, prima formazione non scozzese a vincere tale trofeo.
Quando nel 1987 fu istituito il sistema di Lega in Inghilterra con il meccanismo di promozione e retrocessione il club fu assegnato alla seconda divisione, e già al primo anno guadagnò l'accesso alla Premiership; per quattro stagioni, fino al 1992, il club militò in massima serie, poi retrocedette nelle serie inferiori e, con l'avvento del professionismo, di fatto si escluse dall'accesso alle posizioni di élite, essendo rimasto dilettante.
Nonostante la natura totalmente amatoriale del club, esso dichiara 800 soci e, oltre a una prima squadra maschile e una femminile, schiera anche una Under-18, un'Under-16 e una di minirugby.
Nella stagione 2013-14 il club milita in National League 1, la terza divisione nazionale.

## Simboli, colori sociali e terreno di gioco
La prima uniforme sociale fu completamente blu navy e portava una croce di Malta bianca sul petto, ma lo statuto del club prevedeva che tali colori potessero essere modificati in seguito; ciò avvenne nel 1881, quando la maglia divenne bianca con strisce orizzontali rosse e anche la croce di Malta divenne rossa; in omaggio ai colori originali, sia i pantaloncini della prima che tutta la seconda tenuta sono di colore blu navy; in entrambe le tenute, invece, i calzettoni riprendono il disegno della maglia, bianchi a strisce rosse orizzontali.
Il campo da gioco, e sede sociale, è dal 1956 in Priory Lane, nel quartiere di Roehampton (Wandsworth); nello spostamento in tale nuova sede andarono perse molte targhe ricordo in memoria dei giocatori del Rosslyn Park che caddero in battaglia durante la Grande Guerra, e solo recentemente si è riusciti a ricostruirne la storia.
Le formazioni giovanili, e il campo di allenamento, sono invece ospitate presso una struttura dedicata al rugby all'interno di Richmond Park, un parco pubblico reale di proprietà del Governo britannico.

## Giocatori di rilievo
Diversi giocatori di rilievo internazionale hanno militato nel Rosslyn Park, sia a livello di giovanili che di prima squadra; tra le due guerre figura il principe russo Aleksandr Obolenskij, figlio di un nobile fuoriuscito durante la Rivoluzione, che fu il protagonista, nel 1936, della prima vittoria di sempre dell'Inghilterra sulla Nuova Zelanda; nel dopoguerra Andy Ripley, polisportivo dilettante, più volte nazionale inglese e invitato dai Barbarians, e infine presidente del club; Paul Ackford, finalista per l'Inghilterra alla Coppa del Mondo di rugby 1991 e attualmente giornalista; tra i più recenti, che hanno militato nelle giovanili del club, figurano Alex King e Danny Cipriani, anch'essi aventi rappresentato l'Inghilterra a livello internazionale.